# Veronica grandiflora
Veronica grandiflora är en grobladsväxtart som beskrevs av Joseph Gaertner. Veronica grandiflora ingår i släktet veronikor, och familjen grobladsväxter. Inga underarter finns listade i Catalogue of Life.